# Mitsui O.S.K. Lines
Mitsui O.S.K. Lines (MOL) (em japonês: 株式会社 商船 三井; romaniz.: Kabushiki kaisha Shōsen Mitsui) é uma empresa de transporte japonesa com sede em Toranomon, Minato, Tóquio. É uma das maiores companhias marítimas do mundo fundada há mais de 120 anos como parte do Mitsui-Zaibatsu (Zaibatsu), a empresa agora é uma parte independente do Mitsui-Keiretsu (grupo de empresas).

## Fusões
Em 1964, a Mitsui Lines e a Osaka Shosen Kaisha se fundiram para formar a Mitsui OSK Line (MOL). Uma nova fusão ocorreu em 1999 desta vez com a  Navix Line.
As três maiores empresas de transporte marítimo de contêineres japonesas NYK Line (NYK), Mitsui O.S.K. Lines (MOL) e a K Line concordaram em outubro de 2016 em fundir suas atividades de contêineres e operá-las como uma empresa única.
 NYK possuia navios com um total de 592.000 TEU, K-Line com 358.000 TEU e MOL com 491.000 TEU.
Em 7 de julho de 2017, a nova empresa Ocean Network Express (ONE) foi fundada e iniciou as operações conjuntas  em 1 de abril de 2018. Em setembro de 2020 a ONE possuia 213 navios, porta-containeres em sua frota, 71 próprios e 142 fretados, com a capacidade de transporte de 1.563.189 TEU.
Com uma participação de mercado de 6,6% e uma capacidade de contêineres de 1.440.000 TEU, ocupa a sexta posição entre as maiores empresas de transporte marítimo de contêineres.

## Serviços
Juntas, a MOL e suas subsidiárias possuem uma frota de mais de 700 navios do tipo porta-contêineres, graneleiros, petroleiros, gaseiros, transportadores de automóveis, navios de cruzeiro, balsas e rebocadores. Os itens transportados incluem carvão, minério de ferro, grãos, madeira, alumínio, cimento, sal, minério de cobre, carros, produtos de celulose, produtos químicos, petróleo e gasolina, GLP e outras cargas. Além do transporte marítimo a empresa atua em armazenamento e serviços de manuseio de carga.

## Principais empresas subsidiárias

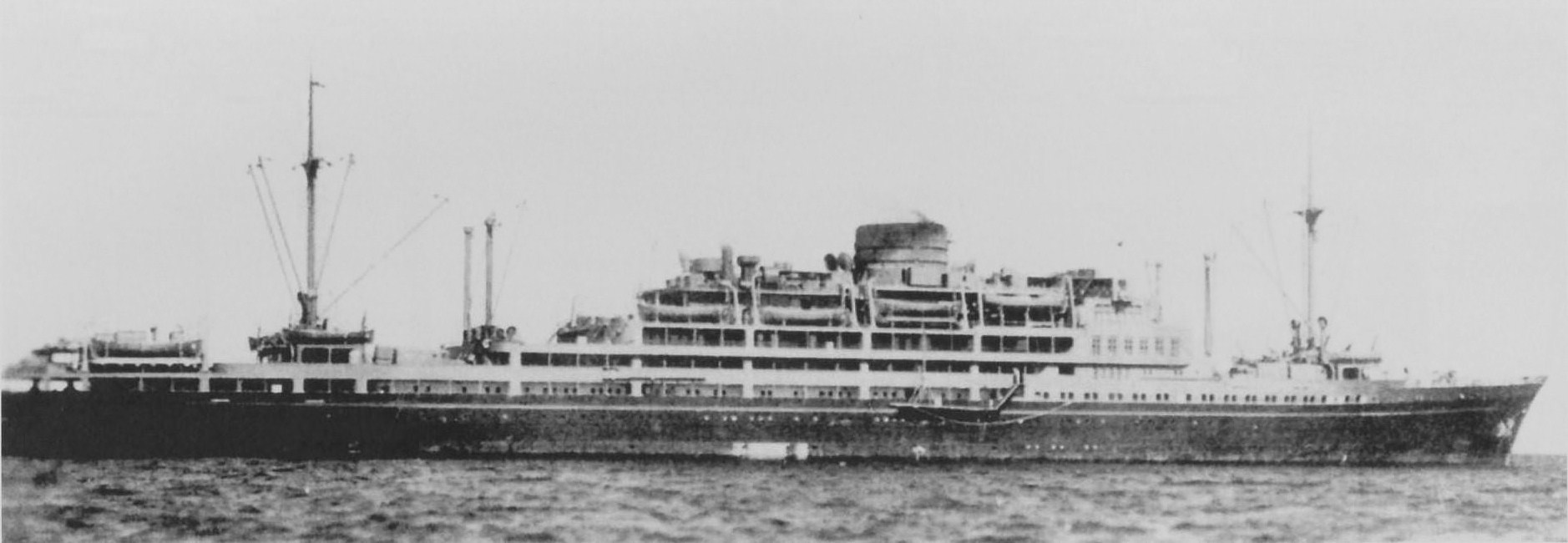
Brazil Maru em 1942

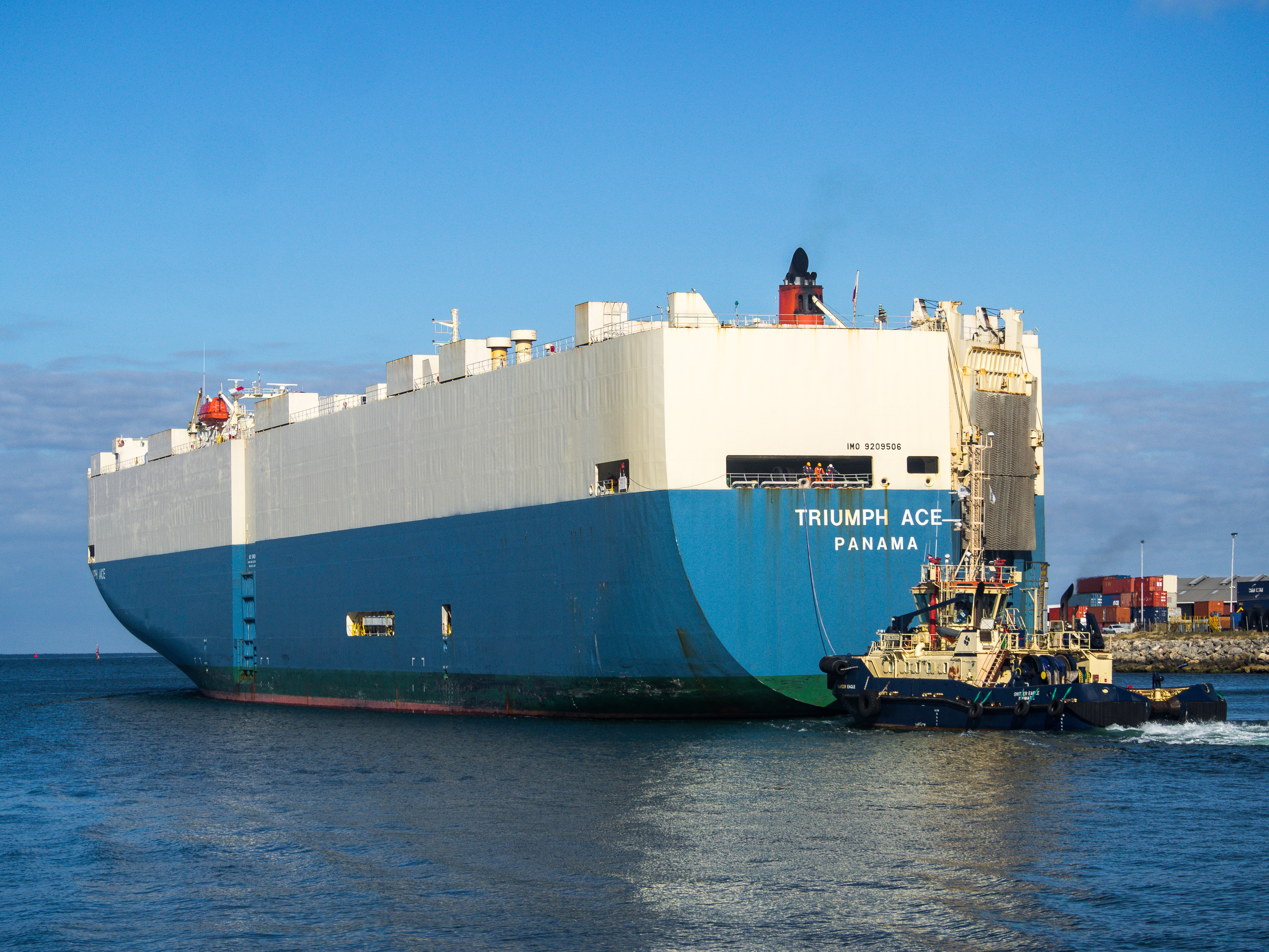
Triumph Ace em 2015

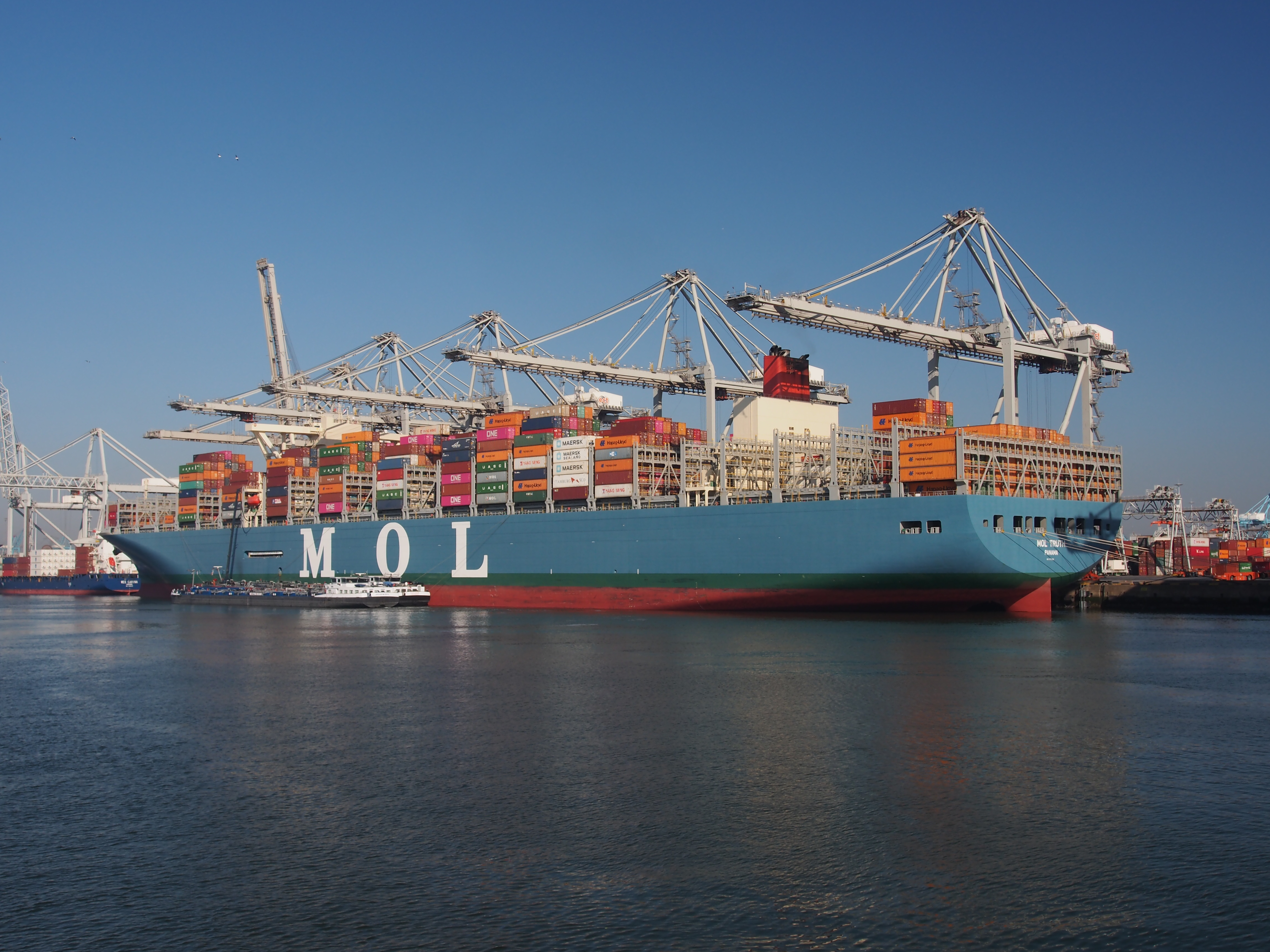
Mol Truth em 2019

- International Energy Transport Co., Ltd. (45%)
- International Marine Transport Co., Ltd. (58%)
- Mitsui OSK Passenger Line Co., Ltd. (51%)
- M.O. Seaways, Ltd. (99%)
- International Container Terminal (92%)
- The Shosen Koun (62%)
- Trans Pacific Container Service (90%)
- Japan Express Co., Ltd. (Kobe) (86%)
- Japan Express Co., Ltd. (Yokohama) (81%)
- Blue Highway Line (25.4%)
- Kusakabe Steamship Co., Ltd. (80%)
- Mitsui OSK Kogyo Kaisha, Ltd. (79%)
- Euromol B.V. (100%)
- MOL International S.A. (100%)
- Mitsui O.S.K. Lines Maritime (India) Pvt. Ltd
- Orange Finance Ltd. (100%)
- Arabian Marine Bunker Sales Co., Ltd. (90%)
- Tokyo Marine Asia Pte Ltd
- TraPac, LLC
- MOL Chemical Tankers Pte. Ltd. (100%)

## Bolsa de valores
As ações da empresa são negociadas na Bolsa de Valores de Tóquio, e fazem parte do índice Nikkei 225.